# Gamboula
Gamboula – miasto w zachodniej części Republiki Środkowoafrykańskiej, w prefekturze Mambéré-Kadéï. Ośrodek administracyjny podprefektury Gamboula. Według danych szacunkowych na rok 2010 liczy ok. 8000 mieszkańców.